# Joseﬁna Plá
Maria Josefina Teodora Plá Guerra Galvany, mais conhecida como Josefina Plá, (Isla de Lobos, 9 de novembro de 1903 - Assunção, 11 de janeiro de 1999) foi uma poetisa, dramaturga, jornalista, crítica de arte, escultora, ceramista e historiadora espanhola-paraguaia, natural das ilhas canárias. Naturalizada no Paraguai, ela é reconhecida por elencar as mulheres como protagonistas da História do Paraguai. Ela é considerada a mais fundamental artista e intelectual da cultura paraguaia no século XX. Sua maestria artística e literária abarcou a criação, pesquisa e docência.
Recebeu inúmeros prêmios e distinções pelo seu trabalho artístico e literário, pela defesa dos direitos humanos e da igualdade de gênero.

## Vida pessoal
Maria Josefina Teodora Plá Guerra Galvany nasceu no dia 9 de novembro de 1903, na Isla Lobos, em Fuerteaventura, Ilhas Canárias, Espanha, onde seu pai, Leopoldo Plá, mantinha um farol. Plá foi a primogênita de uma família de sete filhos. Sua mãe se chamava Rafaela Guerra Galvany.
Em 1924, durante as férias com sua família em Villajoyosa, Alicante, Plá conheceu o escultor paraguaio Andrés Campos Cervera, conhecido pelo nome artístico Julián de la Herrería. Ele estava na Espanha para estudar cerâmica. Plá e Cervera se conheceram poucos dias antes dele concluir seus estudos e retornar ao Paraguai. Apesar dessa separação, vinte meses depois, ele pediu permissão ao pai de Plá para se casar com ela. A cerimônia foi realizada em 17 de dezembro de 1926. Em 1927, Plá se instalou no Paraguai com o marido e se estabeleceu na Villa Aurélia, em Assunção.
Plá e seu marido retornaram duas vezes à Espanha. Na primeira vez, no ano de 1931, para a exposição das obras de cerâmica de Cervera em Madri. A segunda visita foi em 17 de outubro de 1934. Julián de la Herrería morreu em Valência, Espanha, em 1937. Plá voltou ao Paraguai um ano depois.
Plá faleceu em 11 de janeiro de 1999 em Assunção.

## Carreira artística

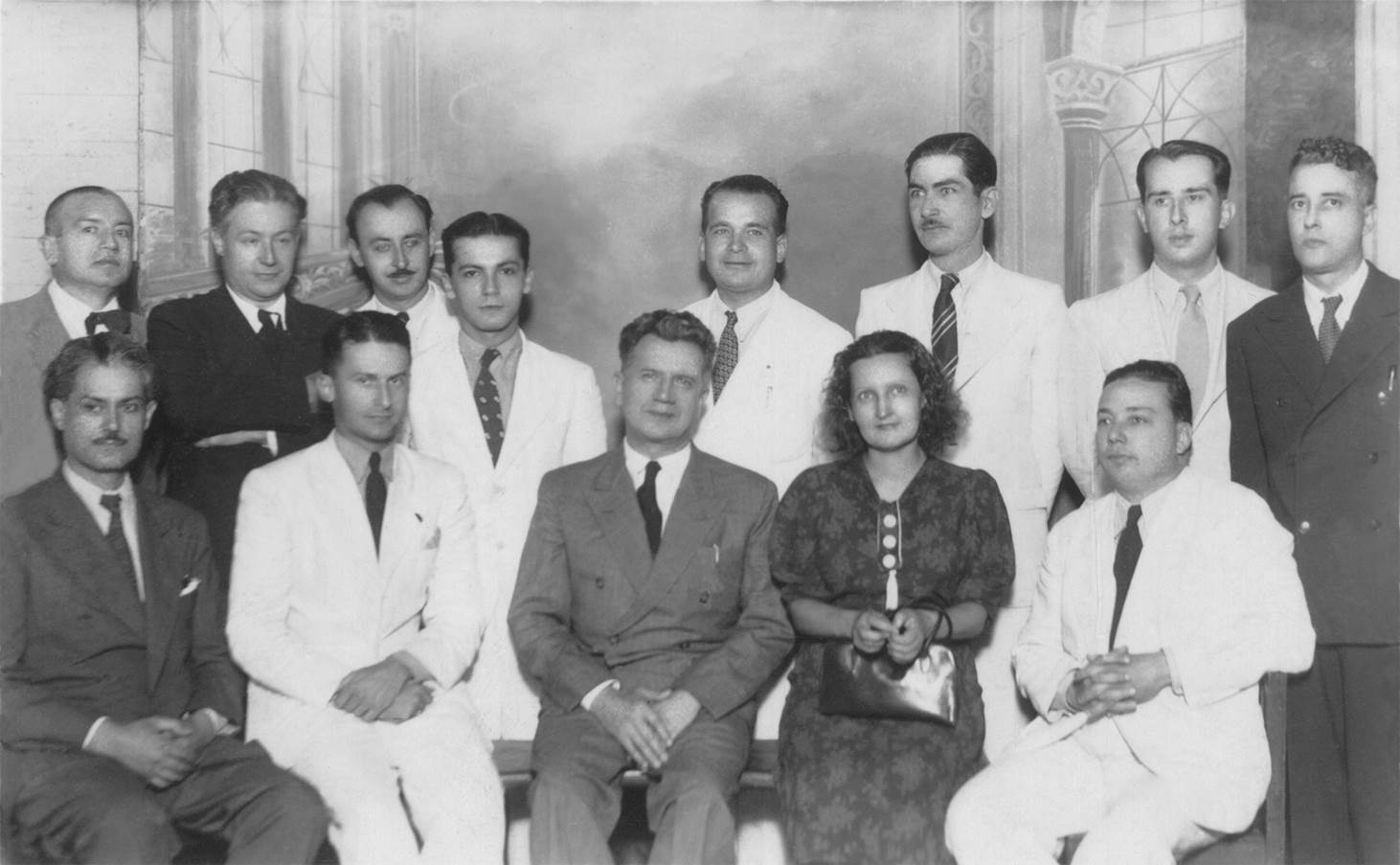
Diretoria do Ateneo paraguaio em meados da década de 1930. Josefina Plá está sentada no meio, ao seu lado, Juan Francisco Recalde. O terceiro a esquerda é Hérib Campos Cervera.

Apesar de iniciar-se na poesia e ser escritora por toda sua vida, Plá expandiu seu trabalho artístico também para as artes visuais. O trabalho de escultura e cerâmica dela foi descrito como “um arquivo da história cultural do Paraguai”. Seu trabalho foi amplamente exibido por toda a América do Sul. Alguns dos murais e mosaicos que ela criou ainda podem ser vistos nos prédios da cidade de Assunção. Algumas de suas cerâmicas estão expostas no Centro Cultural de España Juan de Salazar na capital paraguaia.
Na década de 1950, ela cofundou o Grupo Arte Nuevo (Grupo de Arte Nova, em português) junto com outros artistas, incluindo Olga Blinder, Lilí del Mónico e José Laterza Parodi. Em 1952 ela escreveu um artigo para um catálogo da exposição de Olga Blinder que foi considerado, posteriormente, um manifesto da arte moderna no Paraguai. Na época, foi um passo pioneiro para a criação do grupo. Em 1959, em resposta à Exposición de Obras del Museo de Arte Moderno de San Pablo, Plá discutiu a modernização artística em dois longos artigos de jornal, contextualizando a exposição dentro da cena artística local e avaliando criticamente a seleção de obras de arte.

## Carreira literária
Plá foi considerada uma poetisa da escola vanguardista, ao lado de Hérib Campos Cervera, sobrinho de seu marido.
A criação literária de Josefina Plá abrange vários campos da escrita e apresenta temas ligados a temas típicos da história cultural e sobre dimensões da experiência humana. A representação de figuras femininas é uma característica marcante em suas narrativas. Sua poesia dá voz a esfera feminina historicamente silenciada e denuncia as prisões sociais imposta às mulheres. Também explora experiências individuais contraditórias como o amor e o ódio. é constante o conceito de deslocamento cultural, por meio de personagens com identidades diaspóricas, fronteiriças e híbridas e narrativas multi idiomáticas, que misturam tradições e imaginários culturais.
Sua produção agrega literária mais de quarenta títulos, entre poesia, narrativa e teatro; também história social e cultural do Paraguai; sobre cerâmica, pintura e crítica. Ela colaborou frequentemente com Roque Centurión Miranda em muitas de suas peças, particularmente a partir de 1942.

### Produção ficcional
A seguir, um resumo dos trabalhos de poesia e peças de teatro de Josefina Plá.

| Ano  | Poesia                                                          |
| ---- | --------------------------------------------------------------- |
| 1934 | El precio de los sueños                                         |
| 1950 | Una Novia para Josevai                                          |
| 1960 | La raíz y la aurora                                             |
| 1965 | Rostros en el agua Invención de la muerte                       |
| 1966 | Satélites oscuros                                               |
| 1968 | El polvo enamorado Desnudo día                                  |
| 1975 | Luz negra                                                       |
| 1982 | Follaje del tiempo Tiempo y tiniebla                            |
| 1984 | Cambiar sueños por sombras                                      |
| 1985 | La nave del olvido La llama y la arena Los treinta mil ausentes |
| 1996 | De la imposible ausente                                         |

| Teatro (1927-1974)           | Observação                                   |
| ---------------------------- | -------------------------------------------- |
| Víctima propiciatoria        |                                              |
| Episodios chaqueños          | com Roque Centurión Miranda                  |
| Porasy                       | roteiro de ópera com música de Otakar Platal |
| Desheredado                  | com Roque Centurión Miranda                  |
| La hora de Caín              | com Roque Centurión Miranda                  |
| Aqui no ha pasado nada       | com Roque Centurión Miranda                  |
| Un sobre en blanco           | com Roque Centurión Miranda                  |
| María inmaculada             | com Roque Centurión Miranda                  |
| Pater familias               | com Roque Centurión Miranda                  |
| La humana impaciente         |                                              |
| Fiesta en el río El edificio |                                              |
| De mí que no del tiempo      |                                              |
| El finginte inesperado       |                                              |
| Historia de un número        |                                              |

| Teatro (1927-1974)                   | Observação    |
| ------------------------------------ | ------------- |
| Esta é a casa que Juana construiu    |               |
| La cocina de las sombras             |               |
| El professor                         |               |
| El pan del avaro                     | peça infantil |
| El rey que rabió                     | peça infantil |
| El hombre de oro                     | peça infantil |
| La tercera huella dactilar           |               |
| Media docena de grotescos brevísimos |               |
| Las ocho sobre el mar                |               |
| Hermano Francisco                    |               |
| Momentos estelares de la mujer       |               |
| Don Quijote y los Galeotes           |               |
| El hombre en la cruz                 |               |
| El empleo                            |               |
| Alcestes                             |               |

## Carreira historiográfica

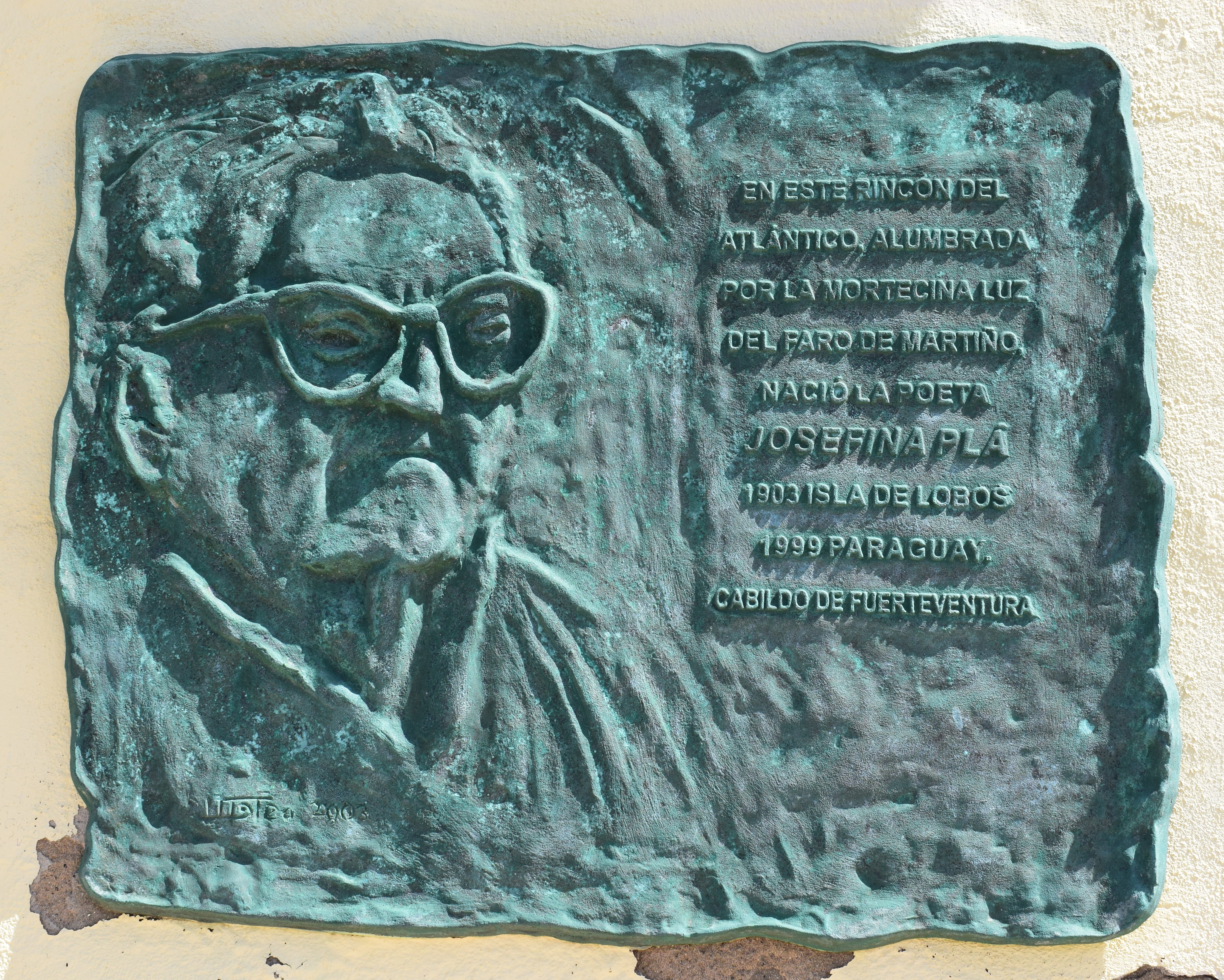
Placa memorial à Josefina Plá na Ilha de Lobos, local de seu nascimento. Sua figura aparece ao lado dos dizeres em espanhol: "Neste canto do Atlântico, iluminada pela luz fraca do farol de Martino, nasceu a poetisa Josefina Plá / 1930 Ilha dos Lobos / 1999 Paraguai / Conselho da Ilha de Fuerteventura"

Plá elencou as mulheres como grandes protagonistas da História em suas reflexões históricas sobre a nação paraguaia.

### Produção historiográfica
Sua obra sobre a história cultural e social do Paraguai inclui os seguintes títulos:

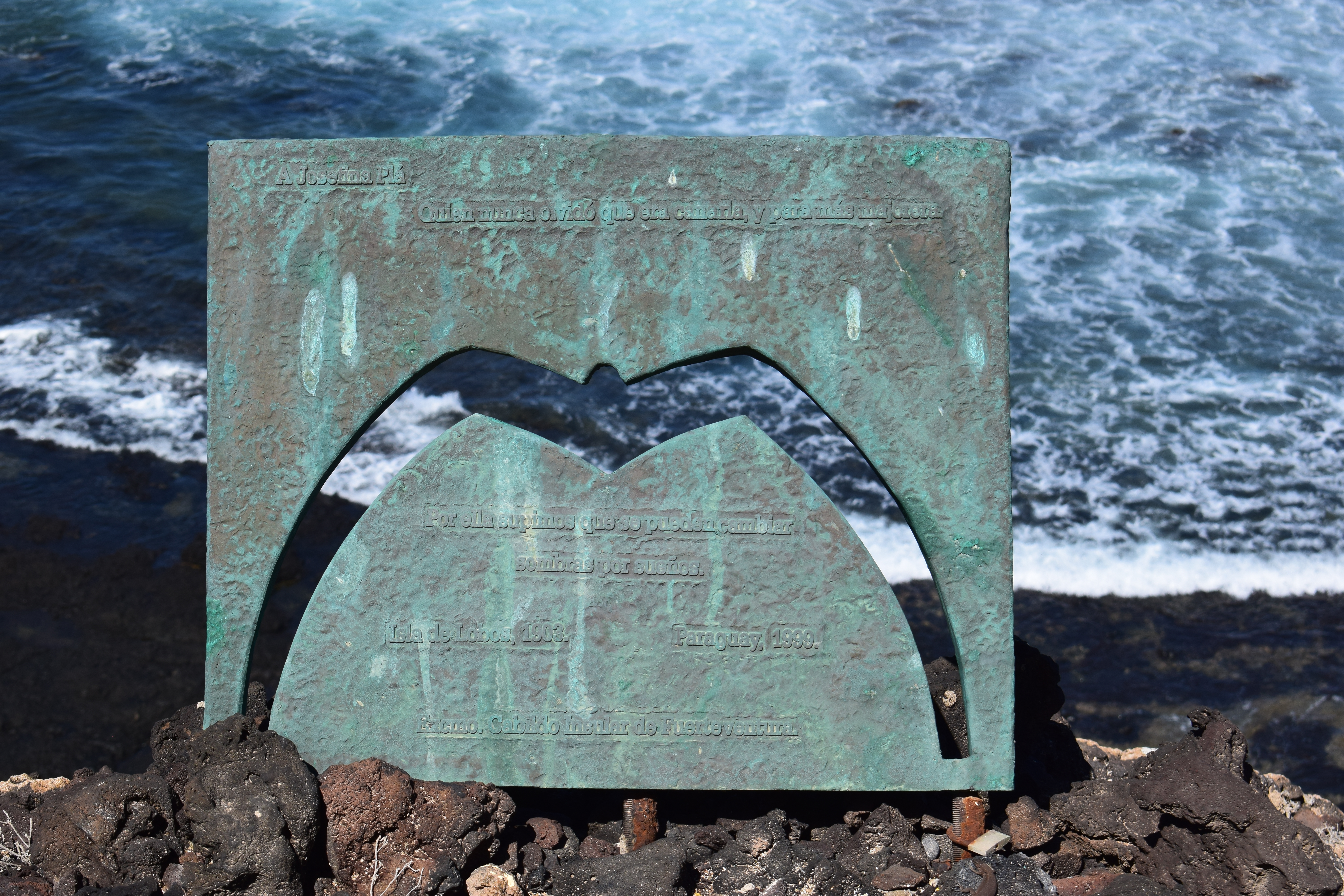
Placa de metal com a forma abstrata de uma gaivota em memória a Josefina Plá na Ilha de Lobos, que leva os dizeres "Para Josefina Plá, que nunca esqueceu que era canariana, e ainda assim uma majojora. Através dela, aprendemos que as sombras podem ser trocadas por sonhos. Isla de Lobos, 1903 / Paraguai, 1999. Conselho da Ilha de Fuerteventura"

| História cultural e social do Paraguai                             |
| ------------------------------------------------------------------ |
| La cultura paraguaya y el libro                                    |
| Literatura paraguaya del siglo XX                                  |
| Apuntes para una historia de la cultura paraguaya                  |
| Arte actual en el Paraguay                                         |
| Quatro selos de teatro no Paraguai                                 |
| Impacto de la cultura de las reduciones en lo nacional             |
| Apuntes para una aproximación a la imaginería paraguaya            |
| El Templo de Yaguarón                                              |
| El barroco hispano-guaraní                                         |
| Las artesanías en el Paraguai                                      |
| Ñandutí. Encrucijada de dos mundos                                 |
| El espíritu del fuego                                              |
| El libro en la época colonial                                      |
| Bilingüismo y tercera lengua en el Paraguay                        |
| Españoles en la cultura del Paraguay                               |
| La mujer en la plástica paraguaya                                  |
| Os britânicos no Paraguai, 1850 - 1870 (traduzido por BC McDermot) |
| Hermano Negro. La Esclavitud en el Paraguai                        |

## Prêmios e participações
Ao longo de sua vida, ela recebeu vários prêmios, condecorações e indicações a prêmios.

### Premiações
- Dama de Honra da Ordem de Isabel la Católica (1977);
- Prêmio de "mulher do ano" em (1977);
- Troféu "Ollantay" à investigação teatral da Venezuela (1984);
- Postulação para o "prêmio Cervantes", reconhecimento máximo para as letras hispânicas (1989 e 1994);
- Ordem Nacional do Mérito do Paraguai, no grau de comendatária do Governo paraguaio (1994);
- Medalha de Ouro de Belas Artes da Espanha (1995);
- "Ciudadanía Honoraria", concedida pelo Parlamento paraguaio em 1998.
- Reconhecimento de defesa dos Direitos Humanos concedido pela Sociedade Internacional de Juristas;
- Medalha Johann Gottfried von Herder.

### Participações
- Membro da Academia Internacional de Cerâmica em Genebra, Suíça;[16]
- Membro fundador do PEN Clube paraguaio;
- Membro da Academia Linguística Paraguaia de História do Paraguai e da Espanha;
- Membro do Conselho do Vice-ministro da Cultura paraguaia.